# Stanowice
Stanowice (deutsch Stanowitz) ist ein Dorf der Stadt-und-Land-Gemeinde Czerwionka-Leszczyny in der Woiwodschaft Schlesien in Polen. Das rund 2000 Einwohner zählende Dorf liegt etwa zehn Kilometer nordöstlich von Rybnik und nördlich von Żory.

## Geschichte
Erstmals erwähnt wurde der Ort im Besitz- und Zehntverzeichnis des Bistums Breslau (Liber Fundationis Episcopatus Vratislaviensis) um das Jahr 1305. Die Textstelle Idem in Stanowitz decima episcopalis gibt außerdem darüber Aufschluss, dass Stanowitz dem Bistum zehntpflichtig war. In der Folgezeit wechselte das Dorf mehrfach den Besitzer, teilte die Geschichte Oberschlesiens und wurde schließlich vom preußischen Staat als Rittergut übernommen. Seit 1885 war Stanowitz Schulort und zählte im Jahre 1900 431 Einwohner (Gutsbezirk Stanowitz: 193 Einwohner).

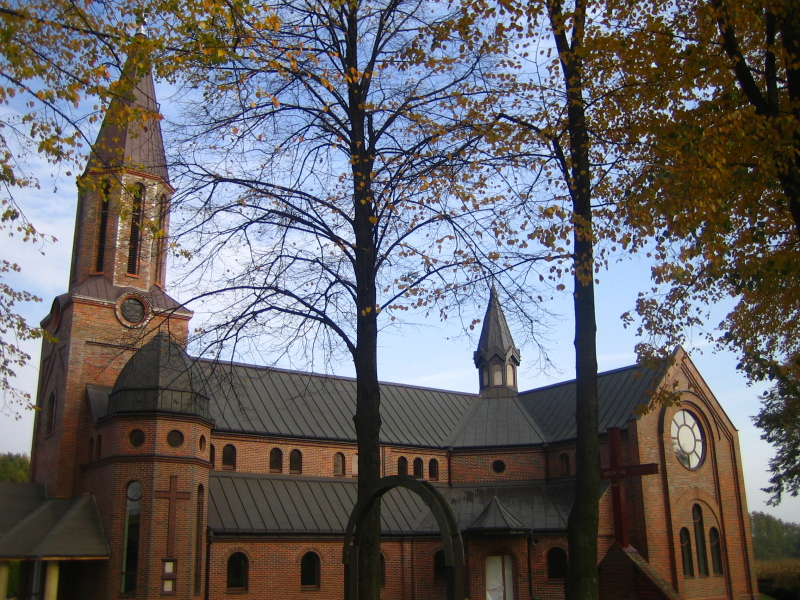
Hyazinthkirche in Stanowice

1949 wurde der Bau der katholischen St.-Hyazinth-Kirche (kościół św. Jacka) geweiht.

## Söhne und Töchter (Auswahl)
- Joachim von der Marwitz (1603–1662), Hofbeamter und Soldat.